# Hanfried Lenz
Hanfried Lenz (22 avril 1916 à Munich - 1er juin 2013 à Berlin) est un mathématicien allemand, principalement connu pour ses travaux en géométrie et en combinatoire.

## Biographie
Hanfried Lenz est le fils aîné de Fritz Lenz, un généticien allemand influent, qui est associé à l'eugénisme et donc aussi à la politique raciale nazie pendant le Troisième Reich. Il est également le frère aîné de Widukind Lenz, un généticien. Il commence à étudier les mathématiques et la physique à l'université de Tübingen, mais interrompt ses études de 1935 à 1937 pour faire son service militaire. Après cela, il continue à étudier à Munich, Berlin et Leipzig. En 1939, lorsque la Seconde Guerre mondiale éclate en Europe, il devient soldat sur le front occidental et pendant des vacances, il réussit les examens pour son brevet d'enseignement. Il épouse Helene Ranke en 1943 et de 1943 à 1945, il travaille sur la technologie radar dans un laboratoire près de Berlin.
Après la Seconde Guerre mondiale, Hanfried Lenz est classé comme « adepte » par le processus de dénazification. Il commence à travailler comme professeur de mathématiques et de physique à Munich et en 1949, il devient assistant à l'Université technique de Munich. Il obtient son doctorat en 1951 et son habilitation en 1953. Il travaille comme chargé de cours jusqu'à ce qu'il devienne professeur agrégé en 1959. En 1969, il devient finalement professeur titulaire à l'Université libre de Berlin et y travaille jusqu'à sa retraite en 1984.
Il est également actif politiquement et en lien avec son opposition à la reconstruction de l'armée allemande au début des années 50, il devient membre du Parti social-démocrate (SPD) en 1954. Plus tard, en partie parce qu'il est opposé au mouvement étudiant des années 60, il devient conservateur et en 1972, il quitte le SPD pour rejoindre l'Union chrétienne-démocrate.
Hanfried Lenz est connu pour ses travaux sur la classification des plans projectifs et en 1954 il montre comment on peut introduire axiomatiquement des espaces affines sans les construire à partir d'espaces projectifs ou d'espaces vectoriels. Ce résultat est maintenant connu sous le nom de théorème de Lenz. Au cours de ses dernières années, il travaille également dans le domaine de la combinatoire et publie un livre sur la théorie du design (avec Dieter Jungnickel et Thomas Beth).
En 1995, l'Institut de combinatoire et ses applications décerne la médaille Euler à Hanfried Lenz.